# Maung Gyi
 (mars 2020).
Si vous disposez d'ouvrages ou d'articles de référence ou si vous connaissez des sites web de qualité traitant du thème abordé ici, merci de compléter l'article en donnant les références utiles à sa vérifiabilité et en les liant à la section « Notes et références ».
Maung Gyi (né en 1936) est pratiquant birman de thaing. Il est crédité pour avoir adapté le Thaing, l'Hanthawaddy-thaing (Bando d’Hanthawaddy en français), à la mentalité occidentale en proposant une pratique organisée. Il est reconnu comme l'un des experts du bando au XXe siècle.

## Biographie
Il est le fils de Ba Than (Gyi) qui était directeur de l'éducation physique de Birmanie. Maung Gyi se consacre très vite et passionnément à la pratique du Thaing et Bando. Son père l'aurait fait instruire par de nombreux experts ayant chacun une spécialité : Ni Saw (boxe birmane), Po Thara (bando kayin), Khan.A. (bâton kala), Tla Thin (sabre birman), Pan Saw (sabre kachin), Tun Tin (bâton et sabre môn), Shai Lu (bâton et sabre chin), Thain Ba (bando birman), Rai Batanji et Lama Gunju (kukri népalais), Nyein Ba (boxe anglaise) et Chu.C. (système yunnan), etc. Dans les années 1950, il étudie en Chine, en Inde, puis au Japon. Il a pour professeur Gôgen Yamaguchi dit le « chat » (Goju-ryu karaté).
Il aurait disputé des combats de Lethwei dans les années 1950 en Birmanie, puis en Kick Boxing, au Japon dans les années 1950, sous son nom propre, mais aussi sous différents pseudonymes (Kobayachi et Maung Maung).

## Maung Gyi aux États-Unis
En 1959, il s’exile en Amérique du Nord, où il travaille avec Duk Sung Son, un des pionniers du taekwondo aux États-Unis. Il ouvre son premier club de Bando à Washington, D.C. dès 1959, et devient professeur de langues orientales, d’abord à l’American Université de Washington puis en 1966 à l’Ohio University. Il organise les premiers tournois américains de Bando kickboxing sur ring dès 1962. Il collabore au comité de rédaction de la revue américaine « Black Belt » en 1969. Il participe en 1970 à l’élaboration des règles de la Professional Karate Association (PKA- Full-contact) avec Joe Corley, Joe et Don Quine. Il est juge du premier championnat du Monde de Full-contact PKA en 1975, qui oppose Bill Wallace à Joe Corley.
Il supervise de nombreux championnats (le National Karate Championships de Jhoon Rhee en 1964 - le World Karate Championships de Robert Trias en 1964 - le North American Open Karate Championships de Mas Oyama en 1965 - le World Wide Karate Cham-pionships de Pai Lum en 1966 - l’United States Karate Association en 1966 - le first Professional World Karate Championships en 1968 - l’All Korean Karate Championships de Richard Chun en 1968 - le Tournament of Champions en 1970, l’International Karate Championships Tournament de Paul Arel en 1973). Depuis la création de la fédération américaine de Bando (American bando association), il en est le chef instructeur. Il a formé de nombreux instructeurs et experts. Soucieux de la transmission du savoir, il aurait traduit les écrits sur le Thaing des années 1930-40 et a rédigé de nombreux manuels qui font référence. Il collabore avec de nombreux experts américains, notamment avec Dan Inosanto (Jeet kune do, Arnis, Penchak silat), le Goju-ryu Karaté américain et George Ibert (Isshin-ryū Karate).
Ce « nouveau » Bando, repose sur une classification rationnelle des techniques, se veut une méthode moderne d’éducation physique et d’entretien de la santé, ne gardant que les vertus éducatives. C’est à partir, des travaux du « groupe des neuf » des années 1940, collectés dans un manuel rédigé par son père Ba Than (Gyi) de 1946 à 1968, appelé « Manual of the bando discipline », qu’il structure les savoirs et les contenus techniques de la discipline ; pour en faire des objets de modernité. Il transpose l’Hanthawaddy-bando-system, en pratique mieux adaptée à l’occident, qu’il appellera « Bando-system » (ou American Bando System). Il l’explique de la manière suivante :
- Le pratiquant comme l’expert ont besoin de se représenter le Bando comme un "système" (une sorte de modèle) avec ses fondements, sa structure globale et ses différentes composantes,
- Ce modèle leur donne un meilleur aperçu de ce qui doit être appris et d’autre part de planifier le travail à accomplir. Ainsi pourront être mis à leur disposition des schémas personnels de pratique et de progression.

Comme l’indique la philosophie de l’Hanthawaddy-thaing du XIXe siècle, c’est une expression corporelle de l’union de l’individu (de son ego) avec l’univers qui le régit. Le pratiquant est à la recherche de l’équilibre et de l’harmonie. Le « système martial » moderne qu’il propose, dans le pur esprit du Thaing, conserve ses trois dimensions d’origine : efficacité, réalisme et esprit guerrier. Il faut noter que dès les années 1980, il opère un virage dans son approche se souvenant de ses enseignements passés, il se tourne vers des formes plus en adéquation avec le Thaing du Myanmar ex-Birmanie. Il introduit notamment progressivement des formes animales, des armes traditionnelles tel que le Dha et procède à une mutation de son enseignement en se tournant vers les formes internes et le Yoga.